# 36th (Ulster) Division
Die irische 36th (Ulster) Division (deutsch 36. (Ulster) Division) war eine der sogenannten Kitchener-Divisionen im Ersten Weltkrieg. Sie erlitt besonders hohe Verluste an der Somme.

## Geschichte

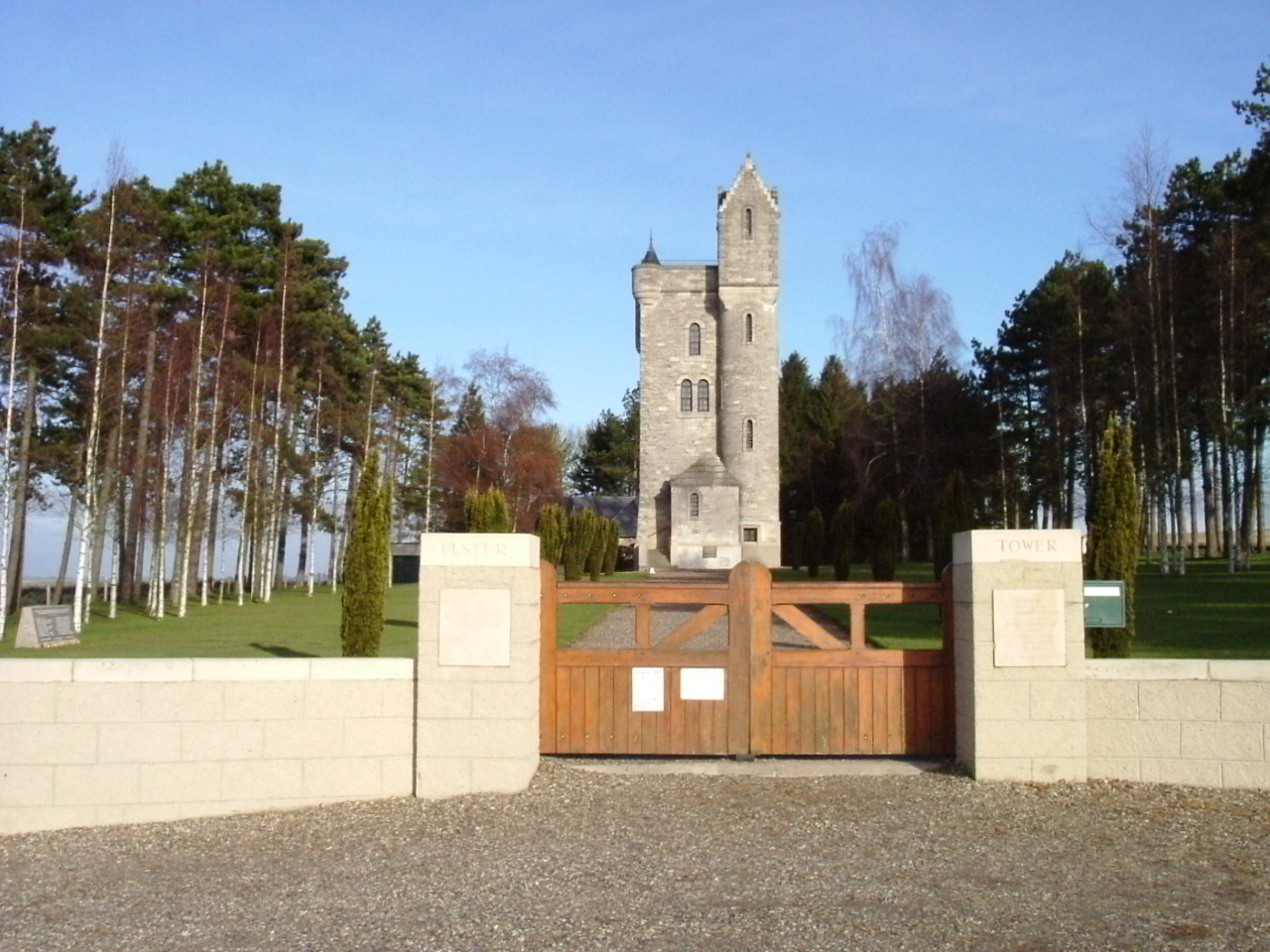
Ulster Tower in Nordfrankreich

### Aufstellung
Im Gegensatz zu den Heeren in Frankreich und Deutschland war die britische Armee zu Beginn des Ersten Weltkrieges keine Massenarmee, und es existierte auch keine Wehrpflicht. Bereits am Tag nachdem er zum Kriegsminister ernannt worden war, (5. August 1914) gab Herbert Kitchener, 1. Earl Kitchener of Khartoum deshalb den Befehl zur Vergrößerung der Armee heraus. Durch Armeebefehl 324 vom 21. August 1914 wurden aus den dadurch angeworbenen Freiwilligen vorerst sechs neue Divisionen aufgestellt. Insgesamt konnten so bis 1915 mehr als 40 Divisionen für den Einsatz in Frankreich aufgestellt werden.
Die Ulster Volunteer Force, eine protestantische Organisation unter Sir Edward Carson in Nordirland, begann sofort bei Kriegsbeginn 1914 mit der Aufstellung irischer Verbände für die britische Armee. Schon im September 1914 wurde die Ulster Division als 36. Division für die britische Kitcheners Armee aufgestellt, erster Kommandeur war Generalmajor C. H. Powell.
Nach der ersten militärischen Ausbildung wurde die Division wegen der politischen Unruhen in Irland längere Zeit in Sussex sorgfältig beobachtet, bevor sie zwischen 3. und 6. Oktober 1915 nach Frankreich an die Westfront überführt wurde.
107th Brigade
- 8th Bataillon Royal Irish Rifles
- 10th and 15th Bataillon Royal Irish Rifles
- 15th Bataillon Royal Irish Rifles
- 107th Machine Gun Company
- 107th Trench Mortar Battery
- 1st and 2nd Bataillon of Royal Irish Fusiliers

108th Brigade
- 11th and 12th Bataillon Royal Irish Rifles
- 9th Bataillon Royal Irish Fusiliers
- 108th Machine Gun Company
- 108th Trench Mortar Battery
- 2nd and 7th Bataillon Royal Irish Rifles
- 1st Bataillon Royal Irish Fusiliers

109th Brigade
- 9th, 10th an 11th Bataillon Royal Inniskilling Fusiliers
- 14th Bataillon, Royal Irish Rifles
- 109th Machine Gun Company
- 109th Trench Mortar Battery
- 1st and 2nd Bn, Royal Inniskilling Fusiliers

### An der Westfront
Die Division wurde in Flesselles, etwa zehn Meilen nördlich von Arras durch die reguläre 4. Division für die Grabenkämpfe trainiert und verblieb nördlich der Ancre in Bereitschaft. Am 21. Oktober 1915 wurde die Division im Raum Abbeville als Reserve bereitgestellt und ging hier ins Winterquartier.

#### 1916

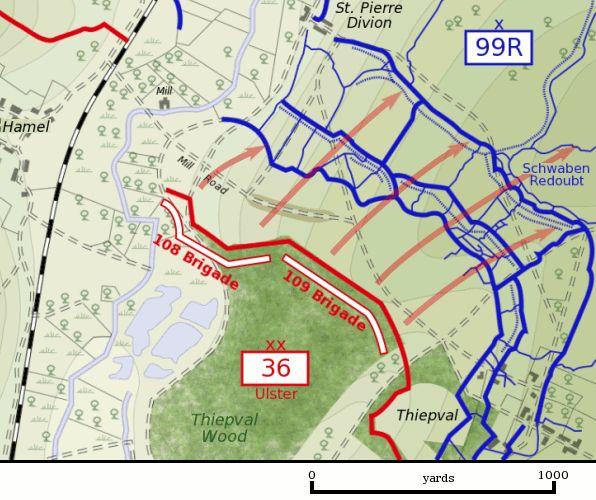
Abschnitt der 36. Division am 1. Juli 1916 bei Thiepval gegenüber der deutschen 26. Reserve-Division

Die 36. Division unter Generalmajor Nugent wurde im Rahmen des X. Corps (Generalleutnant Thomas Morland) für den Großangriff an der Somme bereitgestellt.
Am 1. Juli 1916, dem verlustreichsten Tag in der britischen Militärgeschichte, verlor die Division während der Angriffe auf Thiepval und beim Sturm gegen die „Schwabenfeste“ über die Hälfte ihrer Soldaten. Die Division musste am 2. Juli abgelöst werden, nachdem sie bereits 5.104 Mann durch Tod und Verwundung verloren hatte. Nordirische Protestanten betrachten den ersten Tag der Somme-Schlacht deshalb als Opfergang für Großbritannien.

#### 1917
Die 36. Division wurde in der Schlacht von Messines (7.–14. Juni 1917), im Rahmen des IX. Corps unter General Hamilton-Gordon eingesetzt, der Angriff in Richtung auf Wytschaete wurde zusammen mit der 16. Division durchgeführt. Ab 20. November 1917 nahm die Division im Rahmen des IV. Corps (General Woolcombe) an der Schlacht von Cambrai teil. Der direkte Angriff auf Cambrai wurde durch den Bourlonwald geführt und rechts von der 51st (Highland) Division (General Harper) unterstützt.

#### 1918
Während der deutschen Michael-Offensive im März 1918 stand die 36. Division im Rahmen des XVIII. Corps unter Ivor Maxse im Raum südwestlich St. Quentin und wurde auf Rosieres (26./27. März) zurückgedrängt.
Teile der Division kämpften im April bei Bailleul in der Schlacht an der Lys. Im September 1918 stand die Division im Raum östlich von Ypern und stieß auf Kortrijk vor. Das Kriegsende am 11. November 1918 erlebte die Division im Raum Mouscron, nordöstlich von Tourcoing.

## Führung
- Major-General Oliver Stewart Nugent (September 1915 bis 5. Mai 1918)
- Major-General Clifford Coffin (6. Mai 1918 bis Kriegsende)